# Glycyphana setifera
Glycyphana setifera är en skalbaggsart som beskrevs av Moser 1914. Glycyphana setifera ingår i släktet Glycyphana och familjen Cetoniidae. Inga underarter finns listade i Catalogue of Life.